# Rivalidad Beşiktas-Galatasaray
La Rivalidad Beşiktas-Galatasaray es una rivalidad del fútbol de Turquía que enfrenta a los dos equipos de fútbol más exitosos de la Super Liga de Turquía, y son los clubes que más aficionados tienen en Estambul.[cita requerida]

## Historia
El primer enfrentamiento entre ambos equipos se dio en la Liga de Fútbol de Estambul el viernes 22 de agosto de 1924 en el Taksim Stadium con victoria para el Besiktas JK 2-0. El primer triunfo del Galatasaray fue el viernes 31 de julio de 1925 por marcador de 6-2.

## Rivalidades

### Aficiones
Ambos clubes son de los más populares en Turquía, con grandes cantidades de seguidores que los acompañan a partidos locales e internacionales, con el inconveniente de que ambas aficiones tiene un comportamiento similar al de los hooligans ingleses, ya que han ocasionado incidentes de violencia y vandalismo en los años recientes. La afición del Besiktas JK se distingue por ser una de las aficiones más ruidosas y feroces de Europa, aunque la del Galatasaray no se queda atrás.

### Deportiva
Ambos equipos se enfrentan frecuentemente por el título de la Super Liga de Turquía. Galatasaray posee más títulos que Besiktas JK. Además, Galatasaray es el único equipo de Turquía que ha ganado un título de la UEFA (la Copa de la UEFA 1999/2000).

## Comparación de Títulos
| Competition        | Beşiktaş JK | Galatasaray SK |
| ------------------ | ----------- | -------------- |
| Süper Lig          | 16          | 24             |
| Türkiye Kupası     | 11          | 18             |
| TFF Süper Kupa     | 9           | 17             |
| UEFA Europa League | 0           | 1              |
| UEFA Super Cup     | 0           | 1              |
| Total              | 36          | 61             |

## Partidos con Mayor Asistencia
| # | Asistencia | Fecha                    | Juego                        | Estadio                     |
| - | ---------- | ------------------------ | ---------------------------- | --------------------------- |
| 1 | 76,127     | 22 de septiembre de 2013 | Beşiktaş JK – Galatasaray SK | Estadio Olímpico Atatürk    |
| 2 | 51,578     | 5 de mayo de 2019        | Galatasaray SK – Beşiktaş JK | Ali Sami Yen Spor Kompleksi |
| 3 | 50,463     | 6 de mayo de 2012        | Galatasaray SK – Beşiktaş JK | Ali Sami Yen Spor Kompleksi |
| 4 | 50,429     | 21 de octubre de 2023    | Galatasaray SK – Beşiktaş JK | Ali Sami Yen Spor Kompleksi |
| 5 | 50,304     | 29 de abril de 2018      | Galatasaray SK – Beşiktaş JK | Ali Sami Yen Spor Kompleksi |
| 6 | 49,965     | 22 de febrero de 2014    | Galatasaray SK – Beşiktaş JK | Ali Sami Yen Spor Kompleksi |
| 7 | 49,817     | 26 de febrero de 2012    | Galatasaray SK – Beşiktaş JK | Ali Sami Yen Spor Kompleksi |
| 8 | 49,547     | 28 de enero de 2013      | Galatasaray SK – Beşiktaş JK | Ali Sami Yen Spor Kompleksi |

## Estadísticas

### Frente a Frente
| Club           | J   | G   | E   | P   | GF  | GC  | +/- |
| -------------- | --- | --- | --- | --- | --- | --- | --- |
| Beşiktaş JK    | 355 | 114 | 114 | 127 | 464 | 496 | -32 |
| Galatasaray SK | 355 | 127 | 114 | 114 | 496 | 464 | +32 |

Actualización: 19 de mayo de 2024

### Goleadas (5+ goles)
| Resultado                          | Fecha                   |
| ---------------------------------- | ----------------------- |
| Galatasaray S.K. 9-2 Beşiktaş J.K. | 30 de junio de 1940     |
| Beşiktaş JK 0–6 Galatasaray SK     | 18 de julio de 1997     |
| Beşiktaş JK 5–0 Galatasaray SK     | 17 de marzo de 1933     |
| Beşiktaş JK 5–0 Galatasaray SK     | 29 de diciembre de 1940 |

### Más Victorias Consecutivas
| Juegos | Club           | Periodo                                     |
| ------ | -------------- | ------------------------------------------- |
| 7      | Galatasaray SK | 31 de julio de 1925–19 de abril de 1929     |
| 5      | Beşiktaş JK    | 11 de octubre de 1931–20 de octubre de 1933 |

### Más Empates Consecutivos
| Juegos | Periodo                                        |
| ------ | ---------------------------------------------- |
| 6      | 6 de septiembre de 1969–14 de marzo de 1971    |
| 5      | 19 de junio de 1982–2 de febrero de 1983       |
| 4      | 2 de febrero de 1934–29 de junio de 1934       |
| 4      | 17 de diciembre de 1951–9 de noviembre de 1952 |

### Más Partidos Seguidos Sin Empates
| Juegos | Periodo                                      |
| ------ | -------------------------------------------- |
| 15     | 17 de abril de 1955–21 de septiembre de 1958 |
| 11     | 5 de marzo de 2005–12 de septiembre de 2009  |

### Más Partidos Sin Perder
| Juegos | Club           | Periodo                                       |
| ------ | -------------- | --------------------------------------------- |
| 17     | Galatasaray SK | 30 de marzo de 1975–15 de agosto de 1979      |
| 16     | Beşiktaş JK    | 6 de octubre de 1931–26 de enero de 1936      |
| 14     | Galatasaray SK | 31 de julio de 1925–6 de octubre de 1931      |
| 12     | Galatasaray SK | 17 de octubre de 1965–29 de diciembre de 1968 |
| 10     | Beşiktaş JK    | 4 de diciembre de 1951–21 de febrero de 1954  |

### Partidos con Más Goles
| Goles | Local          | Resultado | Visita         | Fecha                   |
| ----- | -------------- | --------- | -------------- | ----------------------- |
| 11    | Galatasaray SK | 9–2       | Beşiktaş JK    | 30 de junio de 1940     |
| 9     | Galatasaray SK | 5–4       | Beşiktaş JK    | 30 de abril de 1949     |
| 9     | Beşiktaş JK    | 5–4       | Galatasaray SK | 6 de noviembre de 1955  |
| 8     | Galatasaray SK | 6–2       | Beşiktaş JK    | 31 de julio de 1927     |
| 8     | Galatasaray SK | 4–4       | Beşiktaş JK    | 4 de enero de 1935      |
| 8     | Galatasaray SK | 4–4       | Beşiktaş JK    | 21 de noviembre de 1937 |
| 8     | Galatasaray SK | 4–4       | Beşiktaş JK    | 11 de mayo de 1940      |
| 8     | Beşiktaş JK    | 4–4       | Galatasaray SK | 16 de junio de 1940     |
| 8     | Galatasaray SK | 4–4       | Beşiktaş JK    | 26 de mayo de 1968      |

### Más Partidos Consecutivos Sin Recibir Gol
| Juegos | Club           | Periodo                                        |
| ------ | -------------- | ---------------------------------------------- |
| 5      | Galatasaray SK | 9 de abril de 1972–5 de marzo de 1973          |
| 4      | Beşiktaş JK    | 6 de octubre de 1931–17 de marzo de 1933       |
| 4      | Beşiktaş JK    | 4 de febrero de 1951–30 de marzo de 1952       |
| 4      | Galatasaray SK | 17 de octubre de 1965–21 de septiembre de 1966 |
| 4      | Galatasaray SK | 23 de octubre de 1980–8 de agosto de 1981      |
| 4      | Galatasaray SK | 9 de enero de 1985–24 de marzo de 1985         |
| 4      | Galatasaray SK | 2 de agosto de 1998–5 de mayo de 1999          |

### Más Partidos Consecutivos Anotando
| Juegos | Club           | Periodo                                         |
| ------ | -------------- | ----------------------------------------------- |
| 21     | Beşiktaş JK    | 13 de julio de 1934–12 de noviembre de 1939     |
| 11     | Galatasaray SK | 6 de febrero de 1996–15 de mayo de 1998         |
| 10     | Beşiktaş JK    | 27 de diciembre de 1942–10 de diciembre de 1944 |
| 10     | Galatasaray SK | 12 de noviembre de 1976–15 de agosto de 1979    |
| 10     | Galatasaray SK | 5 de mayo de 1999–9 de marzo de 2002            |

## Jugadores

### Más Apariciones
| Nombre         | Partidos | Club           |
| -------------- | -------- | -------------- |
| Şeref Görkey   | 63       | Beşiktaş JK    |
| Hakkı Yeten    | 61       | Beşiktaş JK    |
| Rıza Çalımbay  | 59       | Beşiktaş JK    |
| Bülent Korkmaz | 51       | Galatasaray SK |

### Goleadores
| Nombre         | Goles | Partidos | Promedio | Club           |
| -------------- | ----- | -------- | -------- | -------------- |
| Hakkı Yeten    | 29    | 61       | 0.47     | Beşiktaş JK    |
| Şeref Görkey   | 26    | 63       | 0.41     | Beşiktaş JK    |
| Gündüz Kılıç   | 21    | 31       | 0.68     | Galatasaray SK |
| Feyyaz Uçar    | 18    | 44       | 0.41     | Beşiktaş JK    |
| Metin Oktay    | 15    | 40       | 0.38     | Galatasaray SK |
| Kemal Gülçelik | 14    | ?        | ?        | Beşiktaş JK    |
| Şükrü Gülesin  | 13    | 25       | 0.52     | Beşiktaş JK    |
| Hakan Şükür    | 13    | 45       | 0.29     | Galatasaray SK |
| Recep Adanır   | 10    | ?        | ?        | Beşiktaş JK    |

### Más Goles en un Partido
| Goles | Nombre       | Club           | Resultado | Fecha               |
| ----- | ------------ | -------------- | --------- | ------------------- |
| 5     | Gündüz Kılıç | Galatasaray SK | 9–2       | 30 de junio de 1940 |

### Jugadores y Entrenadores con Ambos Clubes
|  |  |  | Del Beşiktaş al Galatasaray - Refik Osman Top - Recep Adanır - Ali Çoban - Mersad Kovačević - Saffet Sancaklı - Sergen Yalçın - Ayhan Akman - Gökhan Zan - Serdar Özkan - Burak Yılmaz |  |  |  | Del Galatasaray al Beşiktaş - Ali Soydan - Ahmet Yıldırım - Emre Aşık - Adrian Ilie - Okan Buruk - Berkant Göktan - Mehmet Yozgatlı - Dany Nounkeu |  |  |  | Entrenadores en Ambos Equipos - Leandro Remondini - Gündüz Kılıç - Karl-Heinz Feldkamp - Mircea Lucescu - Mustafa Denizli |